# Сергијанизам
Сергијанизам је црквено-историјски и публицистички термин који се најчешће односи на политику безусловне лојалности руководства Московске патријаршије у односу на совјетску комунистичку власт и подређену сарадњу са њом. Почетак ове политике обично се везује за „Поруку” („Декларацију”) од 29. јула 1927. године, коју су издали заменик местољубитеља Патријаршијског престола, митрополит Сергије (Страгородски) и чланови Привременог Патријаршијског Светог Синода. Принципи ове „Декларације“ били су основ за однос Московске патријаршије према совјетској власти у наредном периоду.
Термин је настао крајем 1920-их међу противницима политике митрополита Сергија који је живео у СССР-у. Популаризован је и развијен у Руској православној заграничној цркви. Осим тога, у СССР-у га је користио један број верских дисидената који нису прекинули везе са Руском православном црквом. Тренутно га користе првенствено „истински православне“ јурисдикције које су у супротности са Руском православном црквом.
Упркос широкој употреби овог појма, не постоји јединствена, општеприхваћена дефиниција „сергијанизма“: различити црквени поглавари и публицисти га детаљно схватају донекле различито, тумачећи га уже или шире. Протојереј Петар Перекрестов је 2006. приметио да „75 година Руска Загранична Црква није колективно дефинисала шта је „сергијанизам“. Постојале су дефиниције појединаца, често веома различите једна од друге, али није било саборне, општеприхваћене дефиниције“. Према протођакону Владимиру Русаку, „Сергијанизам“ је, стриктно говорећи, генерално новорођен појам и, како са историјског тако и са канонске тачке гледишта, не подлеже лако разумљивој дефиницији. Ово је пре психолошки термин који нема смисла користити у основним документима.”. Свештеник Аркадиј Маковецки је такође приметио: „позив на „покајање од сергијанизма“ је апстрактне природе због чињенице да не постоји јасно формулисан концепт „сергијанизма“. Сваки аутор је у овај термин унео своје субјективне идеје о степену прихватљивости интеракције са снагом атеистичке државе”.

## Реакција и последице
Обновитељски синод Руске православне цркве сматрао је Декларацију својом „идеолошком победом на фронту друштвено-црквених односа, како смо их разумели ми и Тихонови следбеници”: „Апел сведочи о пуном признању поглавара Сергијевске Одредбе Сабора из 1923. године, који је прогласио нормалан однос цркве према совјетској државности и оствареној социјалној револуцији“.
Порука је изазвала бурну реакцију у црквеном окружењу како у СССР-у, тако и у иностранству. Десетине епископа и значајан део свештенства и лаика у Русији нису прихватили Декларацију. Поједине епархије су одговориле издавањем тзв. седименти.
Историчар А.Мазирин о односу према декларацији Патријаршијског местољубитеља, митрополита Петра Крутицког, пише следеће:
„Митрополит Петар, налазећи се у поларној дивљини, није могао одмах да добије довољно информација да одреди свој став према новој политици свог заменика. Тек 1929. године, захваљујући посвећености епископа Дамаскина (Цедрик) и његових помоћника, који су му предали неопходна документа, успео да у потпуности формулише свој став. То је учинио у писму митрополиту Сергију у децембру 1929. „Тешко ми је да набројим“, писао је свом заменику, „све појединости негативног односа према Вашој администрацији, због чега се јављају протести и повици верника, од јерарха до лаика. Приказана слика рушевине цркве је запањујућа. Дужност и савест ми не дозвољавају да останем равнодушан на тако тужну појаву. Понукан сам да се обратим Вашем Високопреосвештенству са убедљивим захтевом да се исправи грешка која је учињена, која је Цркву довела у понижавајући положај, унела у њој раздор и поделе, и помрачила углед њених поглавара; Такође вас молим да отклоните друге мере које превазилазе ваша овлашћења.”
Порука Соловецких епископа, којом се одобрава „сама чињеница позивања Врховне црквене институције влади са уверењем о лојалности Цркве у односу на совјетску власт у свему што се тиче грађанског законодавства и управе, ” није могао да „прихвати и одобри поруку у целини” и закључује , да ће „Врховна црквена власт, гарантујући за лојалност Цркве у односу на државу, морати отворено да изјави влади да Црква не може толерисати мешање у области чисто црквених односа државе која је непријатељска према вери.”
Неки православни мислиоци, попут Николаја Берђајева, саосећајно су реаговали на Поруку.
До краја 1927. главна организована опозиција курсу митрополита Сергија формирала се око лењинградског митрополита Јосифа (Петрова), који је тада био у Ростову: његове присталице се често називају Јосифатима.
Значајан део свештенства, који је одбацио „Декларацију“, није журио да прекине канонско општење са митрополитом Сергијем. Неки од њих су се ограничили на то да не уздижу његово име током богослужења – такозвани не-комеморанти. Други су наставили помен митрополита Сергија, не сећајући се совјетске власти. Најпознатија група таквих умерених опозиционара у Москви били су даниловци (названи по московском Даниловском манастиру), као и мечевци – названи по настојатељу московског храма Светог Николе у Клењику на Маросејки, протојереју Сергију Мечеву. Касније је Синод митрополита Сергија забранио свештенство многим свештеницима који су одбили да помињу совјетску власт током богослужења. Тако је 11. марта 1930. Митрополит стављен под забрану. Кирил (Смирнов). 3. децембра 1931. цела парохија о. Сергије Мечев је „изопштен из православне цркве и забрањен од свештенства“.
Неки епископи који се нису слагали са поступцима митрополита Сергија и његовог Синода поднели су молбу митрополиту. Сергијев захтев за пензионисање, који је услишен. Међутим, они су често наставили да спроводе активности у супротности са курсом митрополита Сергија. Епископи Синесије (Зарубин) и Николај (Голубев) су се потом вратили на управљање епархијама, прекинувши комуникацију са митрополитом Сергијем.
18. септембра 1929. митрополит Сергије и његов Синод донели су Резолуцију „о односу према светим обредима које врши расколнички клир“. У њему је стајало да су тајне свештенства које је било у стању забране и одвојено од митрополита. Сергија, су неважећи. „Онима који су умрли у назначеним расколима не треба, чак ни на хитну молбу њихових сродника, служити парастос, као што за њих не треба служити заупокојену литургију.“
Власти су користиле декларацију из 1927. године као једно од средстава за борбу против црквене опозиције ГПУ. Приликом хапшења, агент ГПУ је питао епископа или свештеника: „Шта мислите о Декларацији митрополита Сергија?“; ако је одговор негативан, дотични епископ је признат као контрареволуционар и приведен.
Дана 16. фебруара 1930. Известија и друге совјетске новине објавиле су интервју са представницима совјетске штампе са митрополитом Страгородским Сергијем и његовим Синодом. Објављени текст одлучно је негирао чињеницу било каквог прогона Цркве у СССР-у. Поред тога, писало је: „Репресије које је совјетска влада спроводила над верницима и свештенством не примењују се на њих због њихових верских уверења, већ уопште, као и на друге грађане, због разних антивладиних дела. Дана 18. фебруара 1930, на конференцији за штампу са страним дописницима, Сергије Страгородски је званично потврдио да су он и његов Синод заиста дали „интервјуе представницима совјетске штампе“. Нацрт интервјуа откривен у архиви нам омогућава да са сигурношћу тврдимо да то није тако: текст је резултат заједничког писања томова Јарославски, Стаљин и Молотов.
Од оних који су потписали „Декларацију” 1936-1938, један (Филип) је умро у затвору, двојица (Серафим и Павел) су стрељани, један (Константин) је претучен на смрт на испитивању, један (Анатолиј) је умро у логору, а само тројица (митрополит Сергије и Алексије и архиепископ Сергије (Гришин) живели су до сазивања Архијерејског Сабора септембра 1943. године.
Православни активиста за људска права и касније политички затвореник Борис Талантов написао је 1967. године чланак „Сергијевизам или опортунизам према атеизму (Иродов квасац)“, који је постао широко распрострањен у самиздату, у којем је рекао: „Комунистичка партија је у овом позиву видела слабост Цркве, спремност нове Црквене управе да беспоговорно извршава све наредбе цивилне власти, спремност да се преда самовољи власти, под маском контрареволуционара, духовника који су се дрзнули да разоткрију самовољу и насиље. Објективно, овај апел и потоња активност митрополита Сергија била је издаја Цркве. <…> Шта је спасио митрополит Сергије својим опортунизмом и монструозним лажима? До почетка Другог светског рата, у сваком региону је остало само 5-10 стотина цркава, већина свештеника и скоро сви епископи (са изузетком неколико који су сарађивали са властима попут митрополита Сергија) били су мучени. у концентрационим логорима. Тако митрополит Сергије својим опортунизмом и лажима није спасао никога и ништа осим своје личности. У очима верника изгубио је сваки ауторитет, али је стекао наклоност „оца нација“ Јосифа И. Стаљина.“
Декларацију су одлучно одбацили руководство и већина припадника Руске цркве ван СССР-а (РПЦЗ) и од тада је служила као основна декларисана препрека поновном уједињењу са Црквом у Русији, којој су се надале обе стране. Накнадно се продубио раскол између два дела Цркве који се уобличио у познатим 16 препрека митрополита Филарета (Вознесенског), које су онемогућавале поновно уједињење у то време.

## Ставови у савременој Руској православној цркви
Руска православна црква је 1974. године у поруци Патријарха Пимена и Светог Синода „онима у црквеном расколу који себе назива „Руска Загранична Црква““ укинула услов лојалности совјетском режиму:
„Не позивамо вас да престанете да будете лојални грађани оних држава које су вам дале могућност да живите на њиховој територији или у којима сте рођени. Не намеравамо да захтевамо од вас оно што вам је психолошки немогуће, односно било какво неподношљиво рушење ваших политичких уверења и прелазак на потпуну једнообразност мисли, расположења и понашања са синовима Руске Цркве, живећи у дубоком јединству са сви грађани своје Отаџбине и сматрајући једину разумну и могућу норму њиховог понашања (као грађана и као носилаца имена Христовог) је оно што су им завештали Његова Светост Патријарси Тихон и Сергије. Позивамо вас на јединство у ономе што је изнад сваке земаљске политике и није доступно чисто људским разликама у мишљењу или неслагању. То је тајанствени живот у Христу и са Христом, мир од Господа (Јн. 14, 27), свето евхаристијско причешће”.
Архијерејски Сабор Руске Православне Цркве 25-27. октобра 1990. године у свом Апелу је навео да се Црква не сматра везаном Декларацијом митрополита Сергија из 1927. године, али је истовремено нагласио:
… Са пуном сигурношћу, дужни смо да истакнемо да Декларација из 1927. године не садржи ништа што би било противно Речи Божијој, што би садржало јерес, и тиме би довело до одступања од црквеног руководећег тела које је прихватило то.

У интервјуу листу Известија од 10. јуна 1991. (објављен у целости у ЖМП, 1991, бр. 10, стр. 5-8), на питање о свом ставу према Декларацији митрополита Сергија, патријарх Алексије ИИ је одговорио [20]. ]:
...Изјава митрополита Сергија се, наравно, не може назвати добровољном, јер је он, који је био под страшним притиском, морао да изјави ствари далеко од истине ради спасења људи. Данас можемо рећи да у његовој Декларацији има неистине. Декларација је имала за циљ да „постави Цркву у коректне односе са совјетском владом“. Али ови односи, а у Декларацији су јасно оцртани као потчињавање Цркве интересима државне политике, управо нису исправни са становишта Цркве. <...> Мора се признати да Декларација Цркву не ставља у „исправан“ однос према држави, већ, напротив, уништава дистанцу која чак и у демократском друштву треба да буде између државе и Цркве. , да држава не дише на Цркву и не зарази је сопственим дахом, духом принуде и ћутања. <...> Што се тиче моје одбране ове Декларације, морамо имати на уму да је критика Декларације углавном била усмерена против речи: „ми желимо да Совјетски Савез сматрамо својом грађанском матицом, чије су радости наше радости и чије су невоље наше невоље.” Противници Декларације су тврдили да се таквом изјавом радости атеистичке државе поистовећују са радостима Цркве. То би заиста било апсурдно. Али у Декларацији нема речи „који“, односно држава, Совјетски Савез, већ постоји реч „која“ у корелацији са речју „Отаџбина“. Односно, реч је о Отаџбини, чије радости, без обзира на то какав политички режим у њој или над њом влада, истински одушевљавају Цркву. Стога сам увек бранио ову одредбу Декларације, а са њом се слажем и данас. Што се тиче осталих одредаба Декларације... Нисмо је журили да се на речима одрекнемо све док, у пракси, у животу, нисмо успели да заузмемо истински самосталан став. Током ове године, верујем, заиста смо успели да се извучемо из опсесивног туторства државе, па стога сада, имајући као чињеницу нашу дистанцу од ње, имамо морално право да кажемо да је Декларација митрополита Сергија као целина је прошлост и да се њоме не руководимо. ...
Митрополит Сергије је овом Декларацијом желео да спасе Цркву. Знам да многи, слушајући ове речи, приговарају да се Црква спасава Христом, а не људима. То је истина. Али истина је и да без људског труда Божја помоћ не спасава. Васељенска Црква је неуништива. Али где је чувена Картагинска црква? Има ли данас православних верника у Кападокији, у Малој Азији, где су се прославили Григорије Богослов и Василије Велики? Црква у Албанији је уништена пред нашим очима. А у Русији су постојале снаге које су хтеле исто...

Патријарх Алексије II је изнео сличне мисли у другим интервјуима тог периода.
У интервјуу датом септембра 1991. године, председник Одељења за спољне црквене односе митрополит Кирил (Г. Унђајев) (од 1. фебруара 2009. – Патријарх московски и целе Русије) рекао је за себе да је „у младости веома оштро критиковао митрополита Сергија“ и „био један од ’несергијана’“.
Теза о недопустивости државне интервенције у духовни живот Цркве садржана је у документу „Основи друштвене концепције Руске Православне Цркве“, усвојеном на Архијерејском Сабору 2000.
Године 2008, публициста Алексеј Макаркин је одговорио: „Почетком 90-их, многи су веровали да црква може да одговори на ове оптужбе само великим променама, укључујући и кадровски сектор. Међутим, до њих није дошло – црква се само удаљила од појединачних корака митрополита Сергија (Страгородског), који ју је ставио у службу бољшевичке државе, али није напуштао оправдања за своје активности, која су се састојала у варијацијама на тема „такво је било време“. Према Андреју Десницком из 2012. године, „дух политичког служења“ који је проглашен Декларацијом наставља да одређује савремени црквени живот у Руској Православној Цркви.
Однос према сергијанству међу „истински православним“ јурисдикцијама.
Термин сергијанизам данас активно користе разне православне цркве које припадају такозваном истинском православљу, од којих је већина на овај или онај начин потекла из РПЦЗ и, у овој или оној мери, усвојила њену терминологију. „Непокајање“ у хијерархији Московске Патријаршије у „сергијанизму“ сматрају једним од главних разлога (уз учешће ове последње у екуменском покрету) за останак у јереси.
Тако присталице РПЦЗ(В), формиране из РПЦЗ 2001. године, у својим штампаним и видео материјалима тврде[25] да је манифестација сергијанизма „Основе друштвеног концепта МП Руске Православне Цркве“[26]. , који прокламује принцип „непреференције за Цркву било каквог државног уређења“, који они схватају као:
- спремност Московске патријаршије да призна било који државни систем као божански успостављен, не правећи никакву разлику између монархије, која званично проглашава доминантну улогу у држави једне или више верских традиција, и секуларне републике, која не сматра Бог је извор моћи и има правни наследник „комунистичког система“.
- неспремност да се званично осуди совјетско-комунистички систем као непријатељски према било којој религији и самим тим антихристов, као што је РПЦЗ урадила 1921. године[27].

Архијерејски Сабор РПЦЗ (В) је 2004. године прогласио анатему сергијанству:
<…> Они који афирмишу антихришћанску сергијску јерес; они који уче да се, наводно, сједињењем са непријатељима Христовим, Црква Христова спасава, и одбацују подвиг мучеништва и исповедања, и оснивају лажну цркву на основу јудаизма, и у ту сврху допуштају кршење и искривљавање хришћанског учења, канона и моралних закона; заповедајући хришћанима да се клањају атеистичкој сили, као од Бога датој, и да јој служе не из страха, него из савести, благосиљајући сва њена безакоња; правдајући прогон Истините Цркве Христове од атеиста, мислећи тиме да служе Богу – као што су у ствари чинили настављачи обновитељске јереси, митрополит Сергије (Страгородски) и сви његови следбеници: АНАТЕМА!